# Bisdom Loja
Het bisdom Loja (Latijn: Dioecesis Loiana) is een rooms-katholiek bisdom met als zetel Loja, in Ecuador. Het bisdom is suffragaan aan het aartsbisdom Cuenca. 

## Geschiedenis
Het bisdom werd opgericht op 29 december 1862, uit delen van het bisdom Cuenca, en was suffragaan aan het aartsbisdom Quito. Op 9 april 1957 veranderde het van kerkprovincie en werd suffragaan aan het nieuw verheven aartsbisdom Cuenca. 

## Parochies
Het bisdom had in 2021 een oppervlakte van 11.066 km2 en telde 457.730 inwoners waarvan 97,8% rooms-katholiek was.

## Bisschoppen
- José María Riofrío y Valdivieso (apostolisch administrator: 2 april 1867 - 1875)
- José Ramón Silvestre Masiá y Vidiella (17 september 1875 - 15 januari 1902)
- José Antonio Eguiguren y Escudero (8 maart 1907 - 18 december 1910)
- Carlos María Javier de la Torre (30 december 1911 - 21 augustus 1919; kardinaal in 1953)
- Guillermo José Harris y Morales (7 mei 1920 - 10 februari 1944)
- Nicanor Roberto Aguirre Baus (23 oktober 1945 - 10 oktober 1956; apostolisch administrator sinds 16 december 1937)
- Juán Maria Riofrio (10 oktober 1956 - 24 juni 1963)
- Luis Alfonso Crespo Chiriboga (2 november 1963 - 21 september 1972)
- Alberto Zambrano Palacios (11 december 1972 - 2 mei 1985)
- Hugolino Felix Cerasuolo Stacey (2 mei 1985 - 15 juni 2007)
- Julio Parrilla Díaz (18 april 2008 - 12 januari 2013)
- Alfredo José Espinoza Mateus (20 december 2013 - 5 april 2019)
- Walter Jehová Heras Segarra (31 oktober 2019 - heden; apostolisch administrator sinds 2 mei 2019)

## Galerij van afbeeldingen

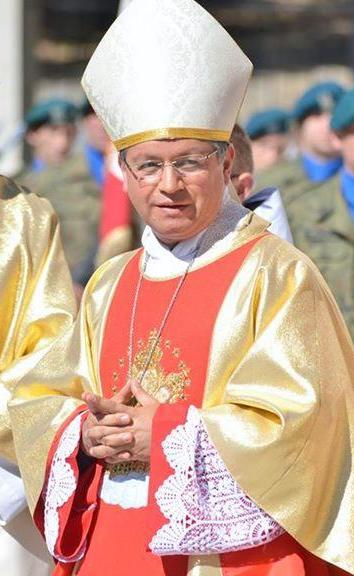
Bisschop Walter Jehová Heras Segarra (2019-heden)
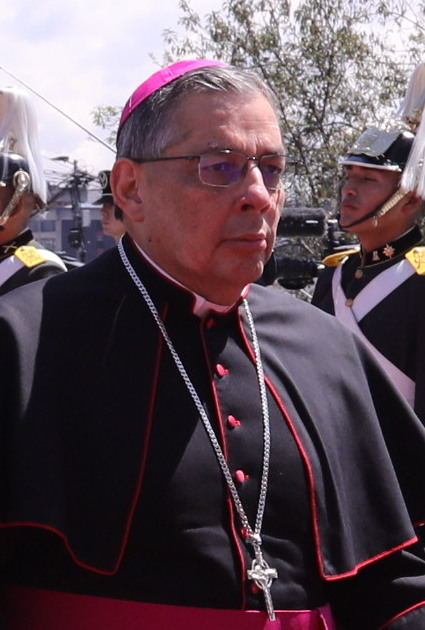
Bisschop Alfredo José Espinoza Mateus (2013-2019)
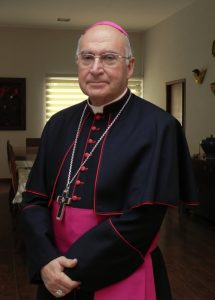
Bisschop Julio Parrilla Díaz (2008-2013)
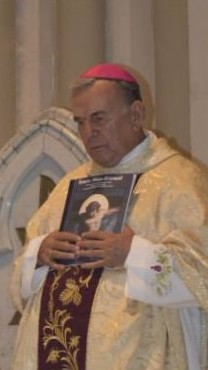
Bisschop Hugolino Felix Cerasuolo Stacey (1985-2007)
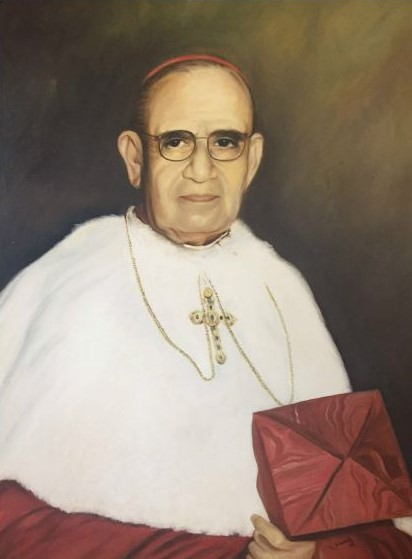
Bisschop Carlos María Javier de la Torre (1911-1919), kardinaal gecreëerd in 1953

Cuenca (aartsbisdom) · Azogues · Loja · Machala